# Hardin (Montana)
Hardin város az USA Montana államában, Big Horn megyében, melynek megyeszékhelye is. Lakosainak száma 3818 fő (2020. április 1.).

## Népesség
A település népességének változása:

| 2010 | 3 505 |
| 2020 | 3 818 |